# 강형철
강형철(1974년~)은 대한민국의 영화 감독, 영화 각본가이다.

## 학력
- 대기고등학교 졸업
- 용인대학교 영화영상학과 학사

## 연출 활동
- 2008년 《과속스캔들》
- 2011년 《써니》
- 2012년 《시네노트》
- 2014년 《타짜: 신의 손》
- 2018년 《스윙키즈》
- 2025년 《하이파이브》

## 대외 활동
- 2011년 제10회 미쟝센 단편 영화제 희극지왕부문 심사위원

## 수상 경력
- 2009년 제1회 KMDb 초이스 어워드 감독상 《과속스캔들》
- 2009년 제45회 백상예술대상 영화부문 시나리오상 《과속스캔들》
- 2009년 제11회 우디네 극동 영화제 관객상 《과속스캔들》
- 2009년 제12회 상하이국제영화제 아시아신인상 작품상 《과속스캔들》
- 2009년 제29회 한국영화평론가협회상 신인감독상 《과속스캔들》
- 2009년 제30회 청룡영화상 신인감독상 《과속스캔들》
- 2011년 제48회 대종상 감독상[1] 《써니》
- 2011년 제4회 스타일 아이콘 어워즈 콘텐츠 오브 더 이어
- 2012년 제3회 올해의 영화상 감독상 《써니》
- 2019년 제55회 백상예술대상 영화부문 감독상 《스윙키즈》